# Ружников, Игорь Иванович
И́горь Ива́нович Ру́жников (19 января 1965 года, Верхняя Пёша) — советский боксёр полусредней весовой категории, выступал за сборную СССР в 1980-е годы. Чемпион мира, Европы и национального первенства, победитель Игр доброй воли и Спартакиады народов СССР, дважды обладатель Кубка Советского Союза, заслуженный мастер спорта. Также пробовал силы в профессиональном боксе, но без особых успехов.

## Биография
Игорь Ружников родился 19 января 1965 года в деревне Верхняя Пёша Ненецкого автономного округа, что за полярным кругом, но вскоре их семья переехала в деревню Лабожское. Когда ему было четыре года, семья перебралась в Кишинёв, позднее — в Орловскую область и, наконец, осела в Темиртау Карагандинской области. В детстве увлекался многими видами спорта, в том числе плаванием, борьбой и футболом, но в итоге сделал выбор в пользу бокса — занимался с двенадцатилетнего возраста в одной из спортивных секций Темиртау под руководством заслуженного тренера Владимира Гинкеля, с которым продолжал сотрудничество до самого окончания своей карьеры в любительском боксе. Самым первым успехом Ружникова стала победа на чемпионате Темиртау среди мальчиков, в котором он принял участие спустя полтора года занятий боксом. Первого же серьёзного успеха Ружников добился в 1982 году, когда победил на первенстве ЦС ДСО «Труд» среди юношей старшей группы в Тирасполе в категории до 54 кг и стал кандидатом в мастера спорта, а уже спустя месяц в Кишинёве завоевал золотую медаль чемпионата СССР среди юниоров, тем самым выполнив норматив мастера спорта и попав в круг интересов тренеров молодежной сборной страны. Но затем в карьере Ружникова наступил спад, когда он на протяжении 1983—1984 годов не побеждал на турнирах, уступая уже в предварительных боях. Однако в 1985 году молодой боксёр вновь заявил о себе, выиграв бронзовую медаль на взрослом первенстве страны в Ереване и став обладателем Кубка Советского Союза в Иванове. Благодаря этим достижениям Ружников пробился в основу национальной сборной.
В 1986 году Ружников вновь взял бронзу национального чемпионата, прошедшего в марте в Алма-Ате, затем в июле завоевал золотую медаль на Играх доброй воли в Москве, где, среди прочих соперников, в полуфинале победил по очкам (4:1) будущую суперзвезду профессионального бокса, 17-летнего американца Роя Джонса (самому Ружникову тогда был 21 год), а в сентябре также в Москве выиграл Спартакиаду народов СССР. В том же году Ружников женился на своей супруге Зое. Год спустя на чемпионате СССР он получил серебро, ещё через год — очередную бронзу. Был кандидатом на участие в летних Олимпийских играх 1988 года в Сеуле в полусредней весовой категории (до 63,5 кг), однако в жёсткой конкурентной борьбе уступил белорусу Вячеславу Яновскому, который съездил на Олимпиаду и завоевал на ней золотую медаль. Наиболее успешным для Ружникова оказался 1989 год, когда он последовательно выиграл золотые медали на всех крупных турнирах, в которых участвовал: сначала на первенстве страны во Фрунзе, а потом на чемпионатах Европы в Афинах и мира в Москве. За эти достижения он был удостоен почётных званий «Заслуженный мастер спорта» и «Выдающийся боксёр». Добившись высочайших титулов, Ружников принял решение покинуть сборную, поскольку до очередной Олимпиады оставалось ещё три года. В общей сложности Ружников провёл в любителях 185 официальных боёв, победив в 163 из них.
Ружников планировал завершить свою боксёрскую карьеру, но в 1990 году благодаря инициативе одного из родоначальников профессионального бокса в СССР Эдмунда Липинского, американского промоутера Лу Фалсиньо и известного эстрадного певца Иосифа Кобзона, который также являлся пионером советского профи-бокса, улетел (вместе с другими советскими боксёрами — братьями Александром и Сергеем Артемьевыми, Юрием Ваулиным и Виктором Егоровым, а также с тренерами — Николаем Ли и Геннадием Машьяновым) в США, поселившись в пригороде Нью-Йорка, и стал выступать на профи-ринге. Тем не менее добиться на новом поприще успеха ему не удалось, первые два боя прошли удачно, но в третьем Ружников по очкам проиграл венесуэльцу Рамону Завале. Это поражение, а также тоска по дому, жене и малолетней дочери побудили Ружникова вернуться в Россию. Спустя полгода он подписал контракт с рижским клубом профессионального бокса «Перчатки Гольфстрима», представляя который провёл шесть победных боёв, после чего окончательно покинул ринг. Позже жил в Нижневартовске и Москве, где был трудоустроен в коммерческих компаниях, занимающихся нефтеоборудованием. С 2001 года Ружников проживает в Санкт-Петербурге, где работает в спортивно-оздоровительном комплексе, тренируя детей в секции единоборств. Женат, есть дочь Виталия.

## Стиль и манера ведения боя
Характеризуя свою манеру боксирования, Ружников отмечает: «...я предпочитал работать на контратаках, вторым «номером». Если мне удавалось завести соперника, заставить его напролом идти вперёд, он был мой. С техничными боксёрами вроде Василия Шишова или кубинца Канделарио Дюверхеля получались красивые бои, но тут уж решение было за судьями. А вот самым неудобным для меня оказался левша из Москвы Канцель. Я так и не смог его просчитать, хотя и побеждал».